# Октаплатинагенэйкозаалюминий
Октаплатинагенэйкозаалюминий — бинарное неорганическое соединение
платины и алюминия
с формулой Al21Pt8,
кристаллы.

## Получение
- Спекание стехиометрических количеств чистых веществ:

{\displaystyle {\mathsf {21Al+8Pt\ {\xrightarrow {1127^{o}C}}\ Al_{21}Pt_{8}}}}

## Физические свойства
Октаплатинагенэйкозаалюминий образует кристаллы
тетрагональной сингонии,
пространственная группа I 41a,
параметры ячейки a = 1,2964 нм, c = 1,0684 нм, Z = 4

.
Соединение образуется по перитектической реакции при температуре 1127°C.